# 日本導聾犬協會
日本導聾犬協會（日语：日本聴導犬協会）是日本的導聾犬訓練組織，為國際協助犬聯盟正式會員，在1996年10月成立。總部設於長野縣上伊那郡宮田村。該協會的營運費用主要來自個人、團體或公司的捐款。
2008年9月，協會於宮田村設立的導聾犬及服務犬訓練中心落成。

## 外部連結
- 官方网站（日語）
- 日本導聾犬協會的Facebook專頁